# Ван-Метер (Айова)
Ван-Метер (англ. Van Meter) — місто (англ. city) в США, в окрузі Даллас штату Айова. Населення — 1484 особи (2020).

## Географія
Ван-Метер розташований за координатами 41°31′28″ пн. ш. 93°57′5″ зх. д. / 41.52444° пн. ш. 93.95139° зх. д. (41.524539, -93.951401).  За даними Бюро перепису населення США в 2010 році місто мало площу 3,36 км², з яких 3,31 км² — суходіл та 0,05 км² — водойми. В 2017 році площа становила 5,22 км², з яких 5,17 км² — суходіл та 0,06 км² — водойми.

## Демографія
Згідно з переписом 2010 року, у місті мешкало 1016 осіб у 382 домогосподарствах у складі 280 родин. Густота населення становила 303 особи/км².  Було 415 помешкань (124/км²).
Расовий склад населення:
| - 97,9 % — білих - 0,6 % — азіатів - 0,2 % — корінних американців - 0,2 % — чорних або афроамериканців |

До двох чи більше рас належало 1,1 %. Частка іспаномовних становила 0,6 % від усіх жителів.
За віковим діапазоном населення розподілялося таким чином: 31,7 % — особи молодші 18 років, 59,6 % — особи у віці 18—64 років, 8,7 % — особи у віці 65 років та старші. Медіана віку мешканця становила 35,5 року. На 100 осіб жіночої статі у місті припадало 98,1 чоловіків;  на 100 жінок у віці від 18 років та старших — 97,7 чоловіків також старших 18 років.
Середній дохід на одне домашнє господарство  становив 88 435 доларів США (медіана — 83 889), а середній дохід на одну сім'ю — 87 226 доларів (медіана — 85 750). Медіана доходів становила 50 350 доларів для чоловіків та 43 629 доларів для жінок. За межею бідності перебувало 2,8 % осіб, у тому числі 1,8 % дітей у віці до 18 років та 18,6 % осіб у віці 65 років та старших.
Цивільне працевлаштоване населення становило 852 особи. Основні галузі зайнятості: фінанси, страхування та нерухомість — 24,9 %, освіта, охорона здоров'я та соціальна допомога — 23,9 %, роздрібна торгівля — 7,9 %, виробництво — 6,5 %.